# Associazione Polisportiva Turris 1967-1968
Questa voce raccoglie le informazioni riguardanti la Polisportiva Turris nelle competizioni ufficiali della stagione 1967-1968.

## Rosa
| N. |                   | Ruolo | Calciatore          |
| -- | ----------------- | ----- | ------------------- |
|    | Italia (bandiera) |       | Alfredo Ballarò     |
|    | Italia (bandiera) |       | Francesco Cammarota |
|    | Italia (bandiera) |       | Antonio Cimafonte   |
|    | Italia (bandiera) |       | Paolo Ghidi         |
|    | Italia (bandiera) |       | Alberto De Gobbi    |
|    | Italia (bandiera) |       | Pasquale Franchino  |
|    | Italia (bandiera) |       | Francesco Lucchetti |
|    | Italia (bandiera) |       | Antonio Maggio      |

| N. |                   | Ruolo | Calciatore       |
| -- | ----------------- | ----- | ---------------- |
|    | Italia (bandiera) |       | Luigi Miele      |
|    | Italia (bandiera) | P     | Carlo Oriente    |
|    | Italia (bandiera) |       | Sergio Parlato   |
|    | Italia (bandiera) |       | Giorgio Pasetto  |
|    | Italia (bandiera) | P     | Vincenzo Perillo |
|    | Italia (bandiera) |       | Dante Portelli   |
|    | Italia (bandiera) |       | Alberto Trotti   |
|    | Italia (bandiera) |       | Gino Viale       |

### Statistiche dei giocatori
| G.Viale             | 28 | 1   | 0 |  | 0 | 0 | 0 |  | 28 | 1   | 0 | 0 |
| Alberto Trotti      | 24 | 0   | 0 |  | 0 | 0 | 0 |  | 24 | 0   | 0 | 0 |
| Dante Portelli      | 32 | 2   | 0 |  | 0 | 0 | 0 |  | 32 | 2   | 0 | 0 |
| Vincenzo Perillo    | 2  | 0   | 0 |  | 0 | 0 | 0 |  | 2  | 0   | 0 | 0 |
| Giorgio Pasetto     | 15 | 1   | 0 |  | 0 | 0 | 0 |  | 15 | 1   | 0 | 0 |
| Sergio Parlato      | 21 | 5   | 0 |  | 0 | 0 | 0 |  | 21 | 5   | 0 | 0 |
| Carlo Oriente       | 33 | -26 | 0 |  | 0 | 0 | 0 |  | 33 | -26 | 0 | 0 |
| Luigi Miele         | 19 | 1   | 0 |  | 0 | 0 | 0 |  | 19 | 1   | 0 | 0 |
| Antonio Maggio      | 23 | 4   | 0 |  | 0 | 0 | 0 |  | 23 | 4   | 0 | 0 |
| Francesco Lucchetti | 33 | 1   | 0 |  | 0 | 0 | 0 |  | 33 | 1   | 0 | 0 |
| Pasquale Franchino  | 24 | 7   | 0 |  | 0 | 0 | 0 |  | 24 | 7   | 0 | 0 |
| Alberto De Gobbi    | 14 | 0   | 0 |  | 0 | 0 | 0 |  | 14 | 0   | 0 | 0 |
| Antonio Cimafonte   | 29 | 8   | 0 |  | 0 | 0 | 0 |  | 29 | 8   | 0 | 0 |
| Francesco Cammarota | 23 | 4   | 0 |  | 0 | 0 | 0 |  | 23 | 4   | 0 | 0 |
| Alfredo Ballarò     | 28 | 0   | 0 |  | 0 | 0 | 0 |  | 28 | 0   | 0 | 0 |
| Paolo Ghidi         | 18 | 0   | 0 |  | 0 | 0 | 0 |  | 18 | 0   | 0 | 0 |